# Prosjjanije slavjanki
Prosjjanije slavjanki (russisk: Прощание славянки) er en sovjetisk spillefilm fra 1985 af Jevgenij Vasiljev.

## Medvirkende
- Galina Makarova som Anna Ivanovna
- Jurij Nazarov som Aleksandr Gradov
- Jevgenij Lebedev som Semjon Protasovitj
- Natalja Gundareva som Zjenja
- Timofej Spivak som Aleksej